# Lương Ký
Lương Ký (chữ Hán: 梁冀, ? - 159), tên tự là Bá Trác (伯卓), là ngoại thích và quyền thần nhà Đông Hán trong lịch sử Trung Quốc. Ông nổi tiếng là huynh trưởng của hai vị Hoàng hậu Đông Hán là Thuận Liệt Hoàng hậu Lương Nạp, Hoàng hậu của Hán Thuận Đế và Ý Hiến Hoàng hậu Lương Nữ Oánh, Hoàng hậu của Hán Hoàn Đế.
Được phong chức Đại tướng quân và được giao quyền phụ chính, họ Lương trở thành một thế lực ngoại thích lớn mạnh. Sau khi Thuận Đế mất, Lương Nạp trở thành Hoàng thái hậu nhiếp chính cho Hán Xung Đế và Hán Chất Đế, Lương Ký ngang nhiên thao túng triều đình. Chỉ vì một câu nói của Chất Đế, ông liền sai người hạ độc khiến hoàng đế qua đời. Sau ông lập Hán Hoàn Đế lên ngôi, đưa Lương Nữ Oánh lên làm Hoàng hậu. Có được đại quyền và hậu đãi, Lương Ký ra sức vơ vét của công và lộng hành ngang ngược, khiến Hoàn Đế bất mãn, điều này dẫn đến cái chết bất ngờ về sau của Lương Ký.

## Thân thế
Lương Ký xuất thân họ Lương, một gia tộc hiển hách thời Đông Hán. Quê ông ở Ôn Thị, An Định (安定乌氏; nay là Bình Lương, tỉnh Cam Túc). Cụ tổ năm đời của Lương Ký là Lương Thống, đại tướng phò giúp Hán Quang Vũ Đế sáng lập nhà Đông Hán, được trọng vọng và được phong làm Thành Thạch hầu, truyền năm đời đến Lương Ký. Cha Lương Ký là Lương Thương, có con gái (tức em gái của Lương Ký) là Lương Nạp, được gả cho Hán Thuận Đế làm hoàng hậu. Do là cha của hoàng hậu nên Lương Thương được trọng vọng, phong chức Đại tướng quân kiểm soát quân đội triều đình, còn Lương Ký được phong làm Hà Nam doãn vào năm 136.
Lương Thương tính tình thận trọng khiêm nhường, cúc cung phục vụ triều đình. Tuy nhiên Lương Ký hoàn toàn trái ngược, vô cùng kiêu ngạo và tàn độc, lại thù dai, cậy thế lực của cha mà đạt được chức Chấp kim ngô khi còn rất trẻ. Sau khi Lương Thương mất, Lương Ký kế chức Đại tướng quân của cha. Từ đó quyền hành đều rơi trong tay Lương Ký, em trai ông là Lương Bất Nghi được phong làm Hà Nam doãn.

## Hại Hán Chất Đế
Sau khi Hán Xung Đế qua đời vì bệnh, Hán Chất Đế được Lương Thái hậu lập làm hoàng đế kế vị. Chất Đế còn nhỏ nhưng khá thông minh, biết sự chuyên quyền của Lương Ký, ông từng chỉ tay vào mặt Ký nói trước mặt quần thần:"Ngươi là ông tướng ngang ngược!". Lương Ký nghe vậy rất tức giận, âm mưu trả thù.
Năm Bản Sơ nguyên niên (146), tháng 6, Lương Ký sai người đầu độc vào bát mỳ rồi dâng cho Chất Đế ăn. Khi độc tính phát tác, Chất Đế khó chịu, phái người cấp tốc truyền triệu Lý Cố. Lý Cố đi đến ngự sàn hầu Chất Đế, dò hỏi nguyên nhân. Chất Đế khi ấy còn gượng được, nói:"Trẫm ăn qua bát canh, bụng khó chịu, cho Trẫm uống nước có thể khỏi". Lương Ký ở ngay bên cạnh liền nói:"Bây giờ cho uống nước, có thể nôn mửa". Khi dứt câu, Chất Đế giá băng. Lý Cố khóc rống lạy Chất Đế. Lương Ký sợ sự việc bại lộ nên rất e dè Lý Cố.

## Lập Hán Hoàn Đế
Sau khi Hán Chất Đế giá băng, Thái úy Lý Cố, Tư đồ Hồ Quảng (胡廣) cùng Tư không Triệu Giới (赵戒) viết thư báo cho Lương Ký, ông ta liền triệu tập Tam công, các Liệt hầu hưởng 2.000 thạch thực ấp cùng chúng quan viên thương nghị chọn người kế vị. Đám người Lý Cố đề nghị Thanh Hà vương Lưu Toán (劉蒜) kế vị, còn Lương Ký đòi lập Lễ Ngô hầu Lưu Chí, ý kiến này liền bị bãi bỏ. Lương Ký giận mà không có lý do, đương đêm về phủ thì gặp Trung thường thị Tào Đằng bất mãn với Lưu Toán, nên hiến kế cho Lương Ký áp chế các quan viên. Ngày hôm sau, Lương Ký đem binh sĩ bao vây điện nghị sự, khiến cả phe của Lý Cố cũng hoảng sợ, không thể không đồng ý lập Lưu Chí. Lương Ký vào cung nói với Lương Thái hậu. Lương Thái hậu biết chuyện Lương Ký độc chết Chất Đế nhưng không muốn kết tội chính anh trai mình, đành nghe theo Lương Ký để bảo toàn gia tộc, lập Lễ Ngô hầu Lưu Chí đăng vị, tức Hán Hoàn Đế.
Năm Kiến Hòa nguyên niên (147), Hoàn Đế lập Lương Nữ Oánh, em gái của Lương thái hậu và Lương Ký làm Hoàng hậu. Lương Ký cùng đợt được gia tặng thêm thực ấp 13.000 hộ, gia tăng số người được đề cử từ Đại tướng quân phủ, ngoài ra số quan lại phục vụ trong Đại tướng quân phủ cũng gia tăng hơn so với Tam công. Em trai Lương Bất Nghị được phong Dĩnh Âm hầu (潁暘侯), Lương Mông phong Tây Bình hầu (西平侯), con trai Lương Ký là Lương Dận (梁胤) cũng được phong làm Tương Ấp hầu (襄邑侯), mỗi tước có thực ấp 10.000 hộ.
Vào lúc này, thế lực của Lương Ký thực sự đã quá lớn, ông tìm cách giết Lý Cố. Cũng trong năm đó, đám Lưu Văn (劉文) ở Cam Lăng, Lưu Vị (劉鮪) ở quận Ngụy nổi lên tôn Lưu Toán làm Hoàng đế. Lương Ký nắm lấy thời cơ, đổ tội cho Lý Cổ dùng tà thuật phản loạn, giam vào ngục. Lương thái hậu nghe trần tình của các môn sinh nên bảo vệ Lý Cố, giải thoát ông khỏi ngục. Lương Ký vô cùng lo sợ, dùng hết mọi quan hệ và quyền lực bức tủ Lý Cố trong ngục

## Cái chết
Ngày 22 tháng 2 năm 147, Hoàng thái hậu Lương Nạp băng hà. Đại tướng quân Lương Ký tuy không còn Lương Thái hậu chống lưng nhưng vẫn còn em gái là Hoàng hậu để dựa vào. Hán Hoàn Đế vẫn không thể tự tiện áp chế nhưng dần xa lánh Lương hoàng hậu.
Năm Diên Hi thứ 2 (159), Hoàng hậu Lương Nữ Oánh đột ngột qua đời. Cuối năm đó, Hán Hoàn Đế kết hợp với hoạn quan lật đổ Lương Ký trong một cuộc đảo chính. Cả gia tộc họ Lương bị thảm sát, chấm dứt thế lực bá đạo kéo dài hơn 20 năm.